# Torre Vermella
Torre Vermella és una casa del municipi de Cerdanyola del Vallès (Vallès Occidental) inclosa en l'Inventari del Patrimoni Arquitectònic de Catalunya.

## Descripció
Dins de la gran varietat de cases d'estiueig que es construïren a Cerdanyola des de final del segle xix, la torre Vermella, que deu el seu nom al color dels maons utilitzats en las façanes, fou un dels
primers i més singulars edificis. Construït cap al 1879 per una família benestant barcelonina, els germans Planas i Casals, en un solar de grans dimensions (agrupació de 8 parcel·les de Can Banús), L'edifici és quasi simètric, amb planta baixa i semisoterrani rectangulars i pis amb planta de creu llatina amb cadascun dels braços cobert per una teulada de dos vessants molt pronunciats. El caraner de la coberta està decorat amb una crestaria de ceràmica i en el creuer hi ha un panell que representa un drac. Al final de cada braç de la creu hi ha una terrassa i la façana acaba en un frontó amb un òcul central i un pinacle superior.

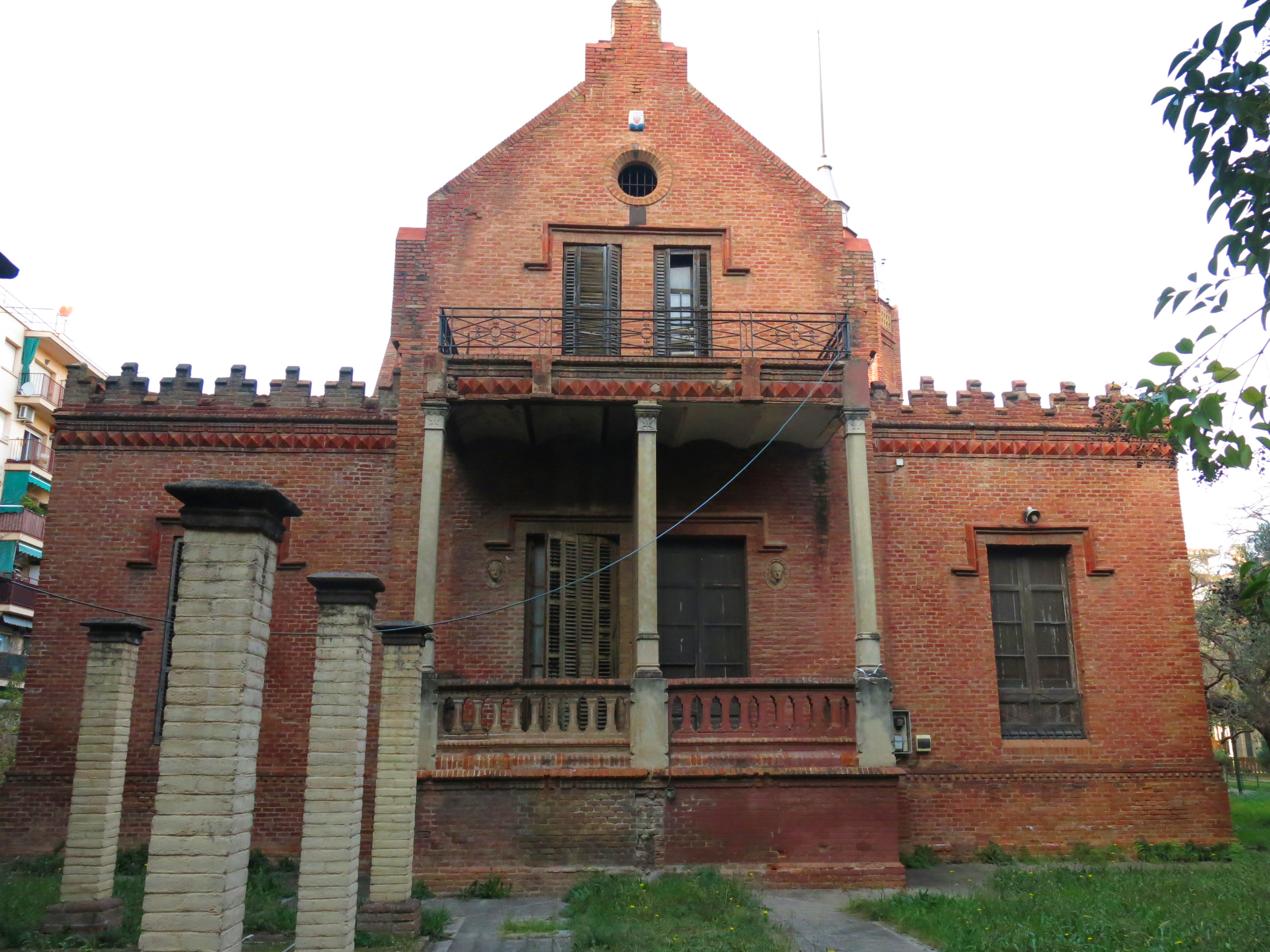
Façana del carrer de Sant Ramon

L'edifici presenta un ampli repertori historicista amb barreja d'elements medievals i clàssics. Entre els primers es troben la línia de merlets esglaonats que ressegueix quasi tot el perímetre de
la façana de la planta baixa, els guardapols de les obertures amb motllura de reminiscències gòtiques o la torre a nord-est de planta quadrada que es transforma en octogonal. Com a elements que remeten al món clàssic trobem diversos medallons incrustats en la façana com el cupido de la cara nord de la torre o els caps femenins del porxo sud.
La utilització del maó vist l'acosta als edificis que van protagonitzar el salt cap al modernisme com l'Editorial Montaner i Simón projectada el 1879 per Domenech i Montaner al carrer Aragó 255 de
Barcelona, o els diversos edificis de L'Exposició Internacional de 1888 a la Ciutadella de Barcelona com el Castell dels Tres Dragons o l'Umbracle.
La tanca del carrer Sant Ramon es realitza amb la mateixa tècnica d'obra vista de maó ceràmic i reprodueix elements presents a la casa com el fris de prismes piramidals o el guardapols que
abraça dues finestres.
Actualment la casa i el jardí estan dividits en sentit nord-sud i els accessos es realitzen pels porxos de les façanes laterals.
A l'oest el porxo és semicircular amb la barana de la terrassa superior que continua el remat de merlets. La porta és de vidre i ferro forjat amb element de temàtica floral.
A l'est el porxo és quadrat, amb una estructura més lleugera modificada amb la introducció d'un pòrtic de perfils d'acer.

## Història
La Torre Vermella va ser bastida l'any 1879 amb els criteris de l'arquitectura eclèctica pròpia d'aquell període, per bé que incorporant-hi alguns elements medievalistes.
La urbanització de la zona del carrer de Sant Ramon (antic camí de Cerdanyola a Sant Cugat), que es va conèixer com el "barri de Dalt", s'havia iniciat vers l'any 1828 amb la construcció de cases en aquest carrer en uns terrenys propietat del mas Serraparera. Posteriorment s'hi van realitzar nous processos constructius, especialment durant les dècades del 1860 i 1880. (Datació per font)